# ويليام كراغ
وليام كراج (1262-1307)، كان محاربًا ويلزيًا من القرون الوسطى ومؤيدًا لريس أب ماريدود [الإنجليزية]، حاكم [الإنجليزية] أراضي يستراد تايوي [الإنجليزية] في تمرده ضد الملك إدوارد الأول ملك إنجلترا. تم الاستيلاء عليها عام 1290 من قبل ابن ويليام دي براوز [الإنجليزية]، لورد كامبرو نورمان [الإنجليزية] لجوير [الإنجليزية]. حوكم وأدين بقتل ثلاثة عشر رجلاً.
تم شنقه على مرمى البصر في قلعة بريوز سوانزي [الإنجليزية] مرتين حيث انهار حبل المشنقة أثناء شنقه الأول وفي اليوم التالي ظهرت عليه علامات الحياة وخلال الأسابيع القليلة التالية تعافى تماماً حيث عاش ثمانية عشر عامًا أخرى على الأقل. وذكر هذا في سجل التحقيق في تقديس توماس دي كانتيلوبي المحفوظ في مكتبة الفاتيكان. كانت قيامة كراغ واحدة من ثمانية وثلاثين معجزة قدمت للمفوضين البابويين الذين كلفوا عام 1307 بفحص الأدلة على قداسة كانتيلوبي. قدم الرجل المشنوق شهادته للجنة وبعد ذلك لم يعد يعرف عنه شيء. تم إعلان كانتيلوبي رسميًا من قبل البابا يوحنا الثاني والعشرون في 17 أبريل 1320.

## حياته
وُلِد ويليام في أبرشية لانرهيديان الويلزية إلى ريس أب جويليم وزوجته سوانيث. في عامي 1282 و 1283 شن الملك إدوارد الأول ملك إنجلترا حملة عسكرية في ويلز انتهت بضمه للبلاد. وجد أحد حلفاء إدوارد ، ريس أب ماريدود أن مستوطنة ما بعد الحرب غير مرضية وأطلق تمردًا ضد الملك في عام 1287. سرعان ما سحقت قوات إدوارد المتفوقة بشكل كبير الانتفاضة، لكن ريس أب ماريدود ظل طليقًا حتى القبض عليه وإعدامه في عام 1292.كان كراغ واحدًا من أربعة عشر سجينًا أسرهم دي بريوز وأفرج عن اثني عشر منهم فيما بعد. تم نقل كراغ إلى قلعة سوانسي حيث تم احتجازه في الأبراج المحصنة في انتظار المحاكمة بتهمة قتل 13 رجال.
دافع كراغ عن براءته من التهم الموجهة إليه لكنه أدين وحُكم عليه بالإعدام.

## تنفيذ حكم الإعدام
تم تنفيذ حكم الشنق على تلة تبعد حوالي 400 متر خارج سوانزي على مرأى من قلعة دي بريوز في سوانزي، وفي 27 نوفمبر 1290 تم إعدامه مع مجرم آخر Trahaern ap Hywel. وتم شنقه على يد أحد أقاربه. تم تنفيذ الإعدام في الصباح الباكر، وترك الرجلان يتأرجحان من حبل المشنقة.
أفاد جون من باجيهام أنه قطع جثة كراغ في حوالي الساعة 4:00 مساءً وأرسلها إلى المدينة بناءً على طلب زوجة وليام دي بريوز السيدة ماري. ولا يعلم ما الذي حدث لـ Trahaern ap Hywel ولكن ربما تم دفن جسده بواسطة حبل المشنقة. زار الأصغر ويليام دي بريوز المنزل في سوانسي الذي نُقلت إليه جثة كراغ في ذلك المساء وما رآه أقنعه أن كراغ قد مات.

## حالة الموت
كان وجه كريغ أسود اللون وفي أجزاء منه ملطخة بالدماء. كانت عيناه قد خرجتا من تجويفهما وعلقتا خارج الجفون وامتلأت تجاويفهما بالدماء امتلأ فمه ورقبته وحنجرته وما حولها وكذلك أنفه من الدم، بحيث كان من المستحيل عليه أن يتنفس في المسار الطبيعي كان طول إصبع الرجل وكان أسود تمامًا ومنتفخًا وغليظًا من الدم الملتصق به بحيث بدا بحجم قبضتي الرجل معًا. وأفاد الشهود أن كراغ قد أفرغ أمعائه ومثانته أثناء تعليقه من حبل المشنقة وهو ما كان يعتبر في ذلك الوقت علامة على الموت.